# Karl Gutbrod

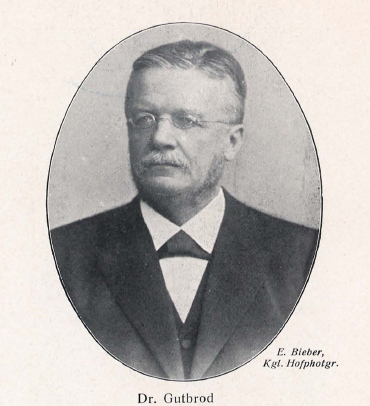
Karl Gutbrod. Foto: E. Bieber

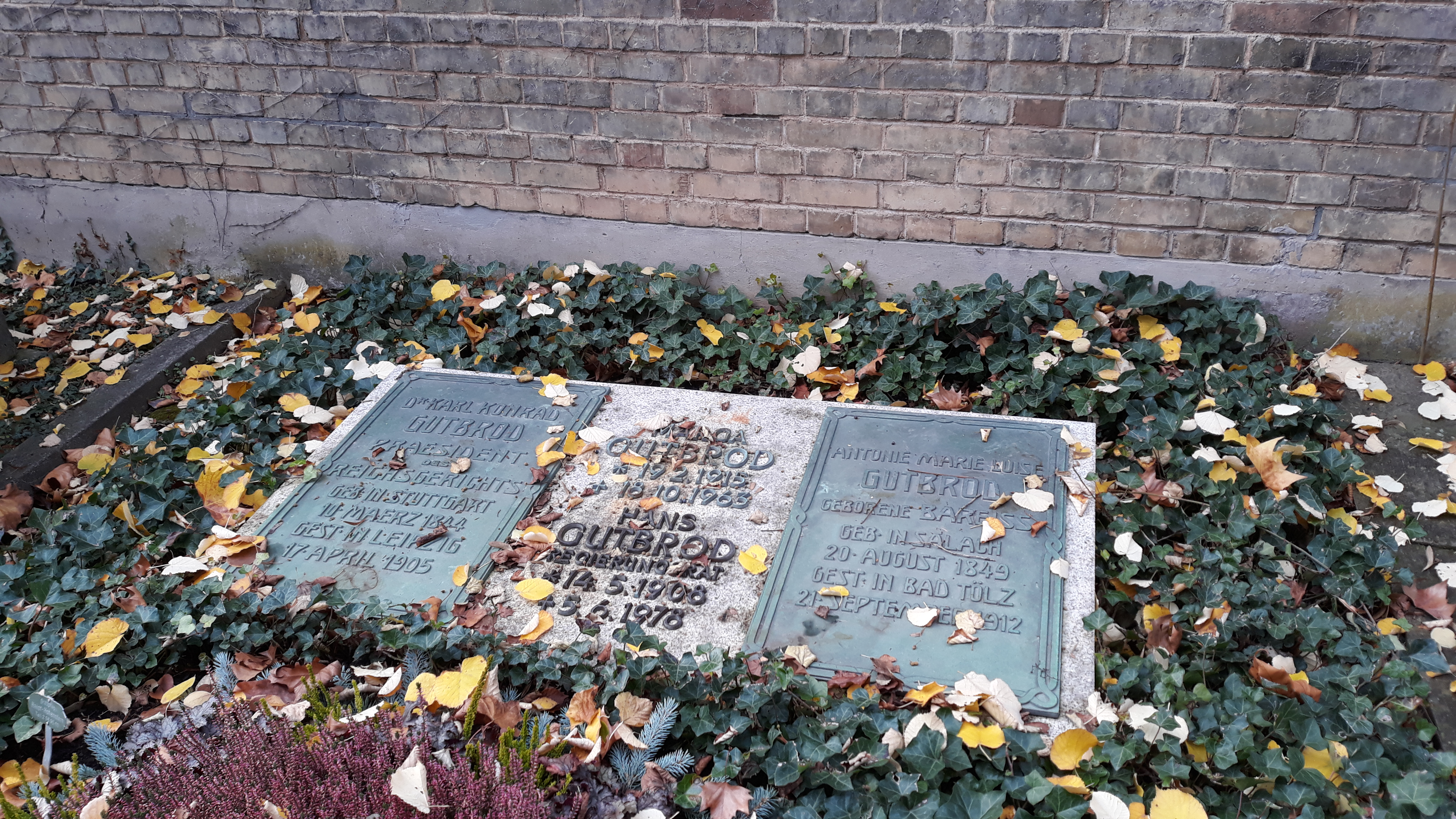
Das Grab von Karl Gutbrod im Familiengrab auf dem Pragfriedhof Stuttgart

Karl Konrad Gutbrod (* 10. März 1844 in Stuttgart; † 17. April 1905 in Leipzig) war ein deutscher Jurist.

## Leben
Gutbrod studierte von 1862 bis 1866 Rechtswissenschaften in Heidelberg, Leipzig und Tübingen. Von 1866 bis 1877 war er im württembergischen Justizdienst in Heilbronn, Göppingen und Stuttgart tätig. Ab 1877 war er als Regierungsrat zunächst „Hilfsarbeiter“ im Reichsjustizamt. Ab 1880 war er Vortragender Rat und später Wirklicher Geheimer Rat. Im Jahr 1892 wurde Gutbrod zum Direktor des Reichsjustizamtes ernannt. Während seiner Dienstzeit war er dort u. a. an der Ausarbeitung des BGB und des HGB beteiligt. Als Anerkennung der hierdurch erworbenen Verdienste verlieh ihm die Universität Tübingen die Ehrendoktorwürde. Im Jahr 1895 wurde er zum stellvertretenden Bevollmächtigten Preußens beim Bundesrat ernannt. Im Jahr 1902 wurde er zum wirklichen Geheimrat ernannt. Von 1. November 1903 bis zu seinem Tod war Gutbrod Präsident des Reichsgerichts. Mit seinem Amtsantritt verband sich die Hoffnung, für eine Arbeitsentlastung des Reichsgerichts einzutreten und praxisnahe Gerichtsentscheidungen zu treffen. Er konnte diese Hoffnungen nicht erfüllen, da er noch nicht einmal zwei Jahre nach seinem Amtsantritt verstarb.